# لاري تاكر (سياسي)
لاري تاكر (بالإنجليزية: Larry Tucker) هو سياسي أمريكي، ولد في 11 نوفمبر 1935 في الولايات المتحدة، وتوفي في 16 نوفمبر 2016 بسمرسفيل في الولايات المتحدة. حزبياً، نشط في الحزب الديمقراطي. وقد انتخب عضو مجلس ولاية فيرجينيا الغربية.